# گمینا گنوینو
گمینا گنوینو (به لهستانی:  Gmina Gnojno) یک گمینا در لهستان است که در شهرستان بوسکو واقع شده‌است. گمینا گنوینو ۹۵٫۶۶ کیلومتر مربع مساحت و ۴٬۷۳۵ نفر جمعیت دارد.